# میدان مارس (سن پترزبورگ)

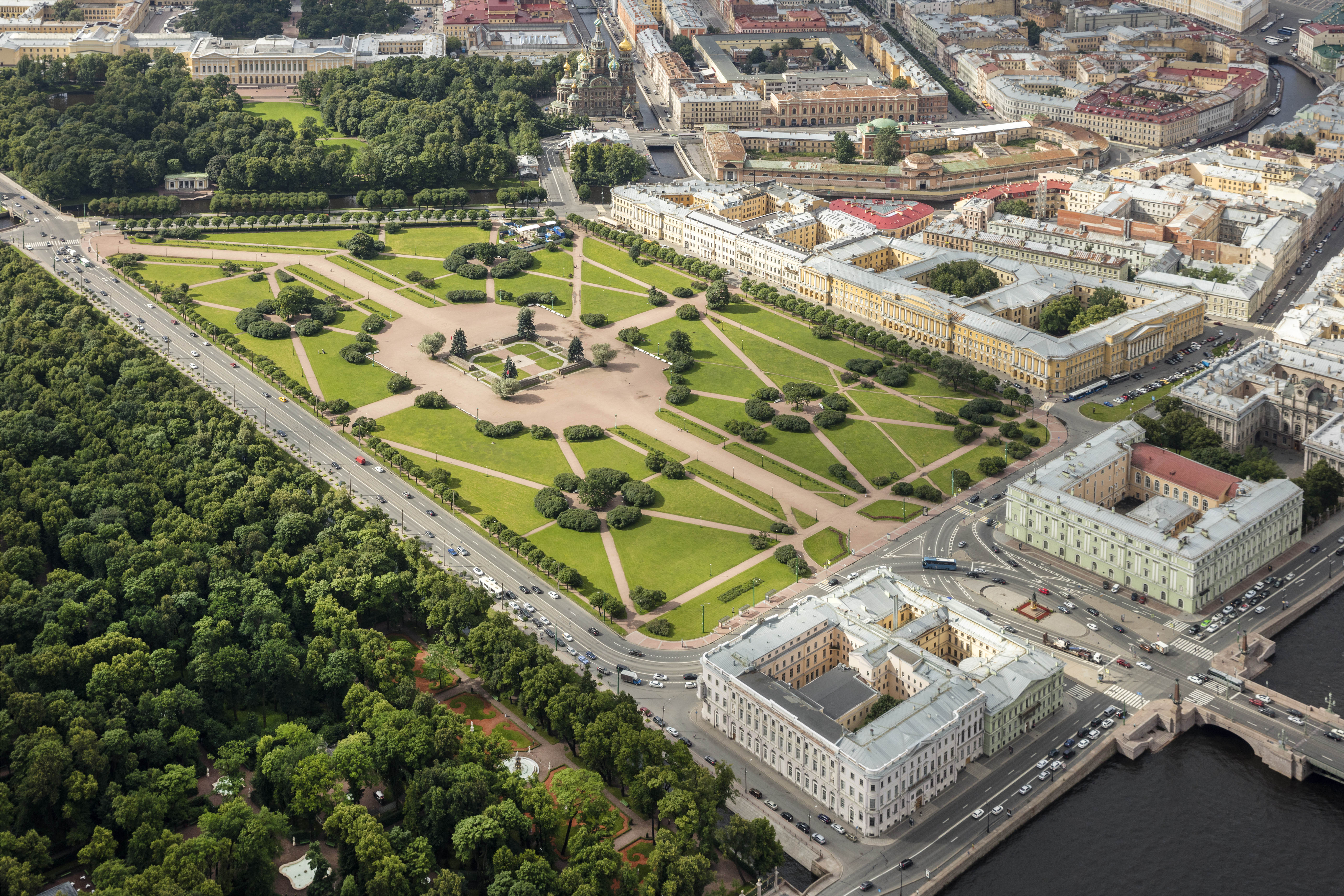
نمایی هوایی از میدان مارس در مرکز شهر سن پترزبورگ، روسیه.

میدان مارس یا زمین مارس (به روسی: Марсово поле) یک میدان مستطیل‌شکل در مرکز شهر سن پترزبورگ، روسیه است که اکنون تبدیل به یک باغ متقارن شده‌است. این میدان در طول تاریخ طولانی خود به طور متناوب یک چمنزار، پارک، باغ، زمین رژه نظامی ، پانتئون انقلابی و مکان اجتماعات عمومی بوده است.
در مرکز این میدان، آتش همیشه‌فروزان، چندین قبر و بنای یادبود کشته‌شدگان انقلاب فوریه، انقلاب اکتبر و جنگ داخلی روسیه قرار دارد.
خیابان شرقی-غربی سادووایا از نزدیکی زمین مارس شروع می‌شود و از مرکز تاریخی شهر عبور می‌کند.